# Championnats d'Europe de natation en petit bassin 2015
Navigation
Édition 2013 Édition 2017
La 22e édition des Championnats d'Europe de natation en petit bassin se déroule du 2 au 6 décembre 2015 à Netanya en Israël. C'est la première fois que le pays organise cette compétition.

## Records internationaux battus ou égalés
- Records du monde
  - 1500 mètres nage libre messieurs :  Gregorio Paltrinieri (14 min 8 s 06)
  - 100 mètres 4 nages dames :  Katinka Hosszú (56 s 67)
  - 400 mètres 4 nages dames :  Katinka Hosszú (4 min 19 s 46)
- Records d'Europe
  - 200 mètres papillon messieurs :  László Cseh (1 min 49 s 00)
  - 200 mètres 4 nages messieurs :  László Cseh (1 min 51 s 36)

## Podiums

### Hommes
| Épreuves            | Or                                                                                  | Argent                                                                            | Bronze                                                                                   |
| ------------------- | ----------------------------------------------------------------------------------- | --------------------------------------------------------------------------------- | ---------------------------------------------------------------------------------------- |
| Nage libre          |                                                                                     |                                                                                   |                                                                                          |
| 50 m                | Evgeny Sedov Russie 20 s 87                                                         | Marco Orsi Italie 20 s 92                                                         | Sebastian Szczepański Pologne 21 s 21                                                    |
| 100 m               | Marco Orsi Italie 46 s 05                                                           | Pieter Timmers Belgique 46 s 61                                                   | Sebastian Szczepański Pologne 46 s 87                                                    |
| 200 m               | Paul Biedermann Allemagne 1 min 42 s 68                                             | Pieter Timmers Belgique 1 min 42 s 85                                             | Glenn Surgeloose Belgique Viacheslav Andrusenko Russie 1 min 43 s 55                     |
| 400 m               | Péter Bernek Hongrie 3 min 35 s 46                                                  | Paul Biedermann Allemagne 3 min 35 s 96                                           | Gabriele Detti Italie 3 min 37 s 22                                                      |
| 1 500 m             | Gregorio Paltrinieri Italie 14 min 8 s 06 (WR)                                      | Gabriele Detti Italie 14 min 18 s 00                                              | Henrik Christiansen Norvège 14 min 23 s 60                                               |
| Papillon            |                                                                                     |                                                                                   |                                                                                          |
| 50 m                | Andriy Hovorov Ukraine 22 s 36                                                      | Yauhen Tsurkin Biélorussie 22 s 56                                                | Aleksandr Popkov Russie 22 s 69                                                          |
| 100 m               | László Cseh Hongrie 49 s 33                                                         | Matteo Rivolta Italie 49 s 70                                                     | Nikita Konovalov Russie 50 s 28                                                          |
| 200 m               | László Cseh Hongrie 1 min 49 s 00 (ER)                                              | Viktor Bromer Danemark 1 min 51 s 62                                              | Simon Sjödin Suède 1 min 52 s 89                                                         |
| Dos                 |                                                                                     |                                                                                   |                                                                                          |
| 50 m                | Tomasz Polewka Pologne 22 s 96                                                      | Chris Walker-Hebborn Royaume-Uni Simone Sabbioni Italie 23 s 09                   | -                                                                                        |
| 100 m               | Radosław Kawęcki Pologne 49 s 64                                                    | Stanislav Donets Russie 50 s 30                                                   | Chris Walker-Hebborn Royaume-Uni 50 s 35                                                 |
| 200 m               | Radosław Kawęcki Pologne 1 min 48 s 33 (CR)                                         | Yakov-Yan Toumarkin Israël 1 min 49 s 84                                          | Simone Sabbioni Italie 1 min 50 s 75                                                     |
| Brasse              |                                                                                     |                                                                                   |                                                                                          |
| 50 m                | Damir Dugonjič Slovénie 26 s 20                                                     | Adam Peaty Royaume-Uni 26 s 21                                                    | Oleg Kostin Russie Alexander Murphy Irlande 26 s 35                                      |
| 100 m               | Marco Koch Allemagne 56 s 78                                                        | Adam Peaty Royaume-Uni 56 s 96                                                    | Giedrius Titenis Lituanie 57 s 02                                                        |
| 200 m               | Marco Koch Allemagne 2 min 0 s 53 (CR)                                              | Dániel Gyurta Hongrie 2 min 1 s 99                                                | Andrew Willis Royaume-Uni 2 min 2 s 76                                                   |
| 4 nages             |                                                                                     |                                                                                   |                                                                                          |
| 100 m               | Sergey Fesikov Russie 52 s 00                                                       | Yakov-Yan Toumarkin Israël 52 s 62                                                | Andreas Vazaios Grèce 52 s 67                                                            |
| 200 m               | László Cseh Hongrie 1 min 51 s 36 (ER)                                              | Philip Heintz Allemagne 1 min 53 s 21                                             | Diogo Carvalho Portugal 1 min 53 s 45                                                    |
| 400 m               | Dávid Verrasztó Hongrie 4 min 2 s 43                                                | Roberto Pavoni Royaume-Uni 4 min 2 s 69                                           | Gal Nevo Israël 4 min 4 s 68                                                             |
| Relais              |                                                                                     |                                                                                   |                                                                                          |
| 4 × 50 m nage libre | Russie Evgeny Sedov Andrey Arbuzov Aleksandr Kliukin Nikita Konovalov 1 min 23 s 49 | Italie Federico Bocchia Marco Orsi Giuseppe Guttuso Filippo Magnini 1 min 24 s 44 | Biélorussie Yauhen Tsurkin Anton Latkin Viktar Staselovich Artyom Machekin 1 min 25 s 01 |
| 4 × 50 m 4 nages    | Italie Simone Sabbioni Fabio Scozzoli Matteo Rivolta Marco Orsi 1 min 31 s 71 (CR)  | Russie Andrei Shabasov Oleg Kostin Aleksandr Popkov Evgeny Sedov 1 min 32 s 17    | Biélorussie Pavel Sankovich Ilya Shymanovich Yauhen Tsurkin Anton Latkin 1 min 33 s 21   |

### Femmes
| Épreuves            | Or                                                                                       | Argent                                                                                  | Bronze                                                                                       |
| ------------------- | ---------------------------------------------------------------------------------------- | --------------------------------------------------------------------------------------- | -------------------------------------------------------------------------------------------- |
| Nage libre          |                                                                                          |                                                                                         |                                                                                              |
| 50 m                | Ranomi Kromowidjojo Pays-Bas 23 s 56                                                     | Sarah Sjöström Suède 23 s 63                                                            | Jeanette Ottesen Danemark 23 s 94                                                            |
| 100 m               | Sarah Sjöström Suède 51 s 37                                                             | Ranomi Kromowidjojo Pays-Bas 51 s 59                                                    | Veronika Popova Russie 52 s 02                                                               |
| 200 m               | Federica Pellegrini Italie 1 min 51 s 89                                                 | Veronika Popova Russie 1 min 52 s 46                                                    | Femke Heemskerk Pays-Bas 1 min 52 s 81                                                       |
| 400 m               | Jazmin Carlin Royaume-Uni 3 min 58 s 81                                                  | Katinka Hosszú Hongrie 3 min 58 s 84                                                    | Boglárka Kapás Hongrie 3 min 59 s 02                                                         |
| 800 m               | Jazmin Carlin Royaume-Uni 8 min 11 s 01                                                  | Boglárka Kapás Hongrie 8 min 11 s 43                                                    | Sharon van Rouwendaal Pays-Bas 8 min 15 s 84                                                 |
| Papillon            |                                                                                          |                                                                                         |                                                                                              |
| 50 m                | Sarah Sjöström Suède 24 s 58 (CR)                                                        | Jeanette Ottesen Danemark 25 s 04                                                       | Silvia Di Pietro Italie 25 s 26                                                              |
| 100 m               | Sarah Sjöström Suède 55 s 03 (CR)                                                        | Jeanette Ottesen Danemark 55 s 68                                                       | Alexandra Wenk Allemagne 56 s 43                                                             |
| 200 m               | Franziska Hentke Allemagne 2 min 3 s 01                                                  | Lara Grangeon France 2 min 3 s 85                                                       | Alessia Polieri Italie 2 min 4 s 37                                                          |
| Dos                 |                                                                                          |                                                                                         |                                                                                              |
| 50 m                | Katinka Hosszú Hongrie 26 s 13                                                           | Aleksandra Urbańczyk Pologne 26 s 27                                                    | Sanja Jovanović Croatie 26 s 45                                                              |
| 100 m               | Katinka Hosszú Hongrie 55 s 42 (CR)                                                      | Alicja Tchórz Pologne 57 s 17                                                           | Eygló Ósk Gústafsdóttir Islande 57 s 42                                                      |
| 200 m               | Katinka Hosszú Hongrie 1 min 59 s 84 (CR)                                                | Daria Ustinova Russie 2 min 1 s 57                                                      | Eygló Ósk Gústafsdóttir Islande 2 min 3 s 53                                                 |
| Brasse              |                                                                                          |                                                                                         |                                                                                              |
| 50 m                | Jenna Laukkanen Finlande 29 s 71                                                         | Fanny Lecluyse Belgique 29 s 84                                                         | Natalia Ivaneeva Russie 29 s 99                                                              |
| 100 m               | Jenna Laukkanen Finlande 1 min 4 s 56                                                    | Moniek Nijhuis Pays-Bas 1 min 5 s 21                                                    | Viktoriya Zeynep Gunes Turquie 1 min 5 s 32                                                  |
| 200 m               | Fanny Lecluyse Belgique 2 min 18 s 49                                                    | Maria Astashkina Russie 2 min 19 s 69                                                   | Viktoriya Zeynep Gunes Turquie 2 min 19 s 73                                                 |
| 4 nages             |                                                                                          |                                                                                         |                                                                                              |
| 100 m               | Katinka Hosszú Hongrie 56 s 67 (WR)                                                      | Siobhan-Marie O'Connor Royaume-Uni 57 s 65                                              | Marrit Steenbergen Pays-Bas 59 s 00                                                          |
| 200 m               | Katinka Hosszú Hongrie 2 min 2 s 53 (CR)                                                 | Siobhan-Marie O'Connor Royaume-Uni 2 min 5 s 13                                         | Louise Hansson Suède 2 min 7 s 96                                                            |
| 400 m               | Katinka Hosszú Hongrie 4 min 19 s 75 (WR)                                                | Hannah Miley Royaume-Uni 4 min 26 s 87                                                  | Lara Grangeon France 4 min 27 s 31                                                           |
| Relais              |                                                                                          |                                                                                         |                                                                                              |
| 4 × 50 m nage libre | Italie Silvia Di Pietro Erika Ferraioli Aglaia Pezzato Federica Pellegrini 1 min 36 s 05 | Pays-Bas Inge Dekker Femke Heemskerk Tamara Van Vliet Ranomi Kromowidjojo 1 min 36 s 20 | Russie Rozaliya Nasretdinova Veronika Popova Daria Kartashova Natalia Lovtcova 1 min 36 s 62 |
| 4 × 50 m 4 nages    | Pays-Bas Tessa Vermeulen Moniek Nijhuis Inge Dekker Ranomi Kromowidjojo 1 min 44 s 85    | Suède Louise Hansson Sophie Hansson Sarah Sjöström Magdalena Kuras 1 min 45 s 34        | Italie Elena Gemo Martina Carraro Silvia Di Pietro Erika Ferraioli 1 min 45 s 73             |

### Mixte
| Épreuves            | Or                                                                                        | Argent                                                                                       | Bronze                                                                                                 |
| ------------------- | ----------------------------------------------------------------------------------------- | -------------------------------------------------------------------------------------------- | --- |
| Relais              |                                                                                           |                                                                                              | |
| 4 × 50 m nage libre | Italie Federico Bocchia Marco Orsi Silvia Di Pietro Erika Ferraioli 1 min 29 s 26 (CR)    | Russie Evgeny Sedov Nikita Konovalov Natalia Lovtcova Rozaliya Nasretdinova 1 min 29 s 59    | Pays-Bas Jesse Puts Ben Schwietert Inge Dekker Ranomi Kromowidjojo 1 min 30 s 03                       |
| 4 × 50 m 4 nages    | Italie Simone Sabbioni Fabio Scozzoli Silvia Di Pietro Erika Ferraioli 1 min 38 s 33 (CR) | Russie Andrei Shabasov Andrei Nikolaev Alina Kashinskaya Rozaliya Nasretdinova 1 min 38 s 36 | Biélorussie Pavel Sankovich Ilya Shymanovich Sviatlana Khakhlova Aliaksandra Herasimenia 1 min 39 s 03 |

RC : record des championnats, RE : record d'Europe, RM : record du monde, RN : record national, RP : record personnel

## Tableau des médailles
| Rang  | Nation      | Or | Argent | Bronze | Total |
| ----- | ----------- | -- | ------ | ------ | ----- |
| 1     | Hongrie     | 11 | 3      | 1      | 15    |
| 2     | Italie      | 7  | 5      | 5      | 17    |
| 3     | Allemagne   | 4  | 2      | 1      | 7     |
| 4     | Russie      | 3  | 7      | 7      | 17    |
| 5     | Suède       | 3  | 2      | 2      | 7     |
| 5     | Pologne     | 3  | 2      | 2      | 7     |
| 7     | Royaume-Uni | 2  | 7      | 2      | 11    |
| 8     | Pays-Bas    | 2  | 3      | 4      | 9     |
| 9     | Finlande    | 2  | 0      | 0      | 2     |
| 10    | Belgique    | 1  | 3      | 1      | 5     |
| 11    | Slovénie    | 1  | 0      | 0      | 1     |
| 11    | Ukraine     | 1  | 0      | 0      | 1     |
| 13    | Danemark    | 0  | 3      | 1      | 4     |
| 14    | Israël      | 0  | 2      | 1      | 3     |
| 15    | Biélorussie | 0  | 1      | 3      | 4     |
| 16    | France      | 0  | 1      | 1      | 2     |
| 17    | Islande     | 0  | 0      | 2      | 2     |
| 17    | Turquie     | 0  | 0      | 2      | 2     |
| 19    | Croatie     | 0  | 0      | 1      | 1     |
| 19    | Grèce       | 0  | 0      | 1      | 1     |
| 19    | Irlande     | 0  | 0      | 1      | 1     |
| 19    | Lituanie    | 0  | 0      | 1      | 1     |
| 19    | Norvège     | 0  | 0      | 1      | 1     |
| 19    | Portugal    | 0  | 0      | 1      | 1     |
| Total | Total       | 40 | 41     | 41     | 122   |